# Devade pusilla
Devade pusilla är en spindelart som beskrevs av Simon 1910. Devade pusilla ingår i släktet Devade och familjen kardarspindlar.
Artens utbredningsområde är Algeriet. Inga underarter finns listade i Catalogue of Life.